# Chrysolina eurina
Chrysolina eurina is een keversoort uit de familie bladkevers (Chrysomelidae). De wetenschappelijke naam van de soort werd in 1883 gepubliceerd door Imre Frivaldszky.